# Baryscapus megos
Baryscapus megos är en stekelart som beskrevs av Surekha och Lasalle 1995. Baryscapus megos ingår i släktet Baryscapus och familjen finglanssteklar. Inga underarter finns listade.